# Nima (homme politique)
Pour les articles homonymes, voir Nima.
L'honorable  Nima né le 15 avril 1978, est un homme politique bhoutanais qui est membre du Conseil national du Bhoutan  depuis mai 2018. Auparavant, il en a été membre de 2013 à 2018.

## Études
L'honorable Nima est titulaire d'une maîtrise ès arts « Human Services Counseling » (Conseil en services à la personne) afin de préparer les étudiants dans le domaine des services sociaux . Par ailleurs, il est titulaire d'un Baccalauréat universitaire ès lettres, pour lequel il a obtenu une mention, en géographie. Il a commencé une carrière d'enseignant en 2004, et il a été nommé conférencier au « Paro College of Education », un centre de formation des enseignants pour les soins préscolaires, relevant des collèges de l' Université royale du Bhoutan.